# ボイラー整備士
ボイラー整備士（ボイラーせいびし）とは、労働安全衛生法に定められた日本の国家資格（労働安全衛生法による免許証）の一つで、ボイラー整備士免許試験に合格し、免許の交付を受けた者をいう。

## 概要
労働安全衛生法（昭和47年法律第57号）第61条では、事業者は、政令で定める一定の業務については、都道府県労働局長の当該業務に係る免許を受けた者又は都道府県労働局長の登録を受けた者が行う当該業務に係る技能講習を修了した者その他厚生労働省令で定める資格を有する者でなければ、当該業務に就かせてはならないとしている。
そして、就業制限に係る業務の一つとして労働安全衛生法施行令（昭和47年政令第318号）は「ボイラー（小型ボイラー及び小規模ボイラーを除く）又は第六条第十七号の第一種圧力容器の整備の業務」について就業制限を設けており（労働安全衛生法施行令第20条第5号）、当該業務については労働安全衛生施行規則（昭和47年労働省令第32号）により、ボイラー整備士免許を受けた者でなければ、当該業務に就かせてはならないとしている（労働安全衛生施行規則別表第三）。

### 例外
労働安全衛生法施行令第20条第5号は「ボイラー（小型ボイラー及び次に掲げるボイラーを除く）又は第六条第十七号の第一種圧力容器の整備の業務」と定めており、小型ボイラーと労働安全衛生法施行令第20条第5号に「次に掲げるボイラー」として掲げられているボイラー（一般には小規模ボイラーと呼称されている）の整備の業務については就業制限を設けていない。
小型ボイラー（労働安全衛生法施行令第1条第4号に定義）
1. ゲージ圧力0.1MPa以下で使用する蒸気ボイラーで、伝熱面積が1㎡以下のもの又は胴の内径が300mm以下で、かつ、その長さが600mm以下のもの
2. 伝熱面積が3.5㎡以下の蒸気ボイラーで、大気に開放した内径が25mm以上の蒸気管を取り付けたもの又はゲージ圧力0.05MPa以下で、かつ、内径が25mm以上のU形立管を蒸気部に取り付けたもの
3. ゲージ圧力0.1MPa以下の温水ボイラーで、伝熱面積が8㎡以下のもの
4. ゲージ圧力0.2MPa以下の温水ボイラーで、伝熱面積が2㎡以下のもの
5. ゲージ圧力1MPa以下で使用する貫流ボイラー（管寄せの内径が150mmを超える多管式のものを除く）で、伝熱面積が10㎡以下のもの（気水分離器を有するものにあっては、当該気水分離器の内径が300mm以下で、かつ、その内容積が0.07㎥以下のものに限る。）

小規模ボイラー（労働安全衛生法施行令第20条第5号で「次に掲げるボイラー」として定義）
1. 胴の内径が750mm以下で、かつ、その長さが1300mm以下の蒸気ボイラー
2. 伝熱面積が3㎡以下の蒸気ボイラー
3. 伝熱面積が14㎡以下の温水ボイラー
4. 伝熱面積が30㎡以下の貫流ボイラー（気水分離器を有するものにあっては、当該気水分離器の内径が400mm以下で、かつ、その内容積が0.4㎥以下のものに限る。）

### ボイラー技士・ボイラー溶接士との関係
なお、特級・一級・二級の各ボイラー技士免許とは上位下位でなく別系統の資格である。このため、たとえ特級ボイラー技士免許を持っていてもボイラー整備士免許がなければ、（整備士の指示を受けて整備の補助はできるが）自ら整備を行うことはできない。また、溶接を伴う場合には、（特別・普通）ボイラー溶接士の資格が必要となる。

## 免許交付要件
ボイラー整備士免許試験に合格し、以下のいずれかに該当する満18歳以上の者は、東京労働局長へ申請することによって免許の交付を受け、ボイラー整備士となることができる。
- ボイラー（小規模ボイラー及び小型ボイラーを除く）又は第一種圧力容器（小規模第一種圧力容器及び小型圧力容器を除く）の整備の補助業務に6か月以上従事した経験を有する者
- 自己の取り扱うボイラー又は第一種圧力容器の整備の補助業務に3年以上従事した経験を有する者（取り扱い1年につき2か月整備の補助業務に従事したものとみなす）
- 小規模ボイラー又は小規模第一種圧力容器の整備の業務に6か月以上従事した経験を有する者
- 自己の取り扱う小規模ボイラー又は小規模第一種圧力容器の整備に3年以上従事した経験を有する者（取り扱い1年につき2か月従事したものとみなす）
- 準則訓練（職業訓練）のうち整備管理・運転系のボイラー運転科を修了した者
- 専修訓練（職業訓練）のうちボイラー運転科を修了した者

これらの要件は2012年（平成24年）3月31日までボイラー整備士の受験資格要件として定められていたが、法改正により、2012年（平成24年）4月1日以降免許交付要件に改められている。

## 免許試験
ボイラー整備士免許試験は労働安全衛生法に基づき、厚生労働大臣が指定する試験機関となっている公益財団法人安全衛生技術試験協会が実施する試験である。
- 5月、10月、2月頃の年3回、全国の安全衛生技術センターで行われる。学科のみで実技はない。
- 二級ボイラー技士免許を有するなど、一定の条件に該当する場合は申請により試験科目の一部（下記の試験科目1）が免除される。
- 試験時間は4科目合わせて150分。前号の科目免除の場合は3科目100分で行われる。
- 合格基準は各科目40%以上かつ合計60%以上。

　なお、科目免除の場合はその科目の配点は除かれて計算される。
| 実施年度 | 受験者数 | 合格者数 | 合格率 |
| -------- | -------- | -------- | ------ |
| 2001年度 | 2,820人  | 1,478人  | 52.4%  |
| 2002年度 | 2,803人  | 1,813人  | 64.7%  |
| 2003年度 | 2,677人  | 1,595人  | 59.6%  |
| 2004年度 | 3,107人  | 1,698人  | 54.7%  |
| 2005年度 | 3,397人  | 2,123人  | 62.5%  |
| 2006年度 | 3,647人  | 2,378人  | 65.2%  |
| 2007年度 | 3,443人  | 2,338人  | 67.9%  |
| 2008年度 | 3,586人  | 2,352人  | 65.6%  |
| 2009年度 | 3,817人  | 2,233人  | 58.5%  |
| 2010年度 | 3,673人  | 2,001人  | 54.5%  |
| 2011年度 | 3,397人  | 2,138人  | 62.9%  |
| 2012年度 | 4,338人  | 2,598人  | 59.9%  |
| 2013年度 | 4,299人  | 2,511人  | 58.4%  |
| 2016年度 | 3,429人  | 2,395人  | 69.8%  |
| 2017年度 | 3,522人  | 2,375人  | 67.4%  |
| 2018年度 | 3,226人  | 2,068人  | 64.1%  |
| 2019度度 | 3,124人  | 1,902人  | 60.9%  |
| 2020年度 | 1,726人  | 1,219人  | 70.6%  |
| 2021年度 | 2,837人  | 1,686人  | 59.4%  |
| 2022年度 | 2,968人  | 2,009人  | 67.7%  |
| 2023年度 | 2,762人  | 1,921人  | 69.6%  |
| 2024年度 | 2,772人  | 1,830人  | 66.0%  |

### 試験科目
1. ボイラー及び第一種圧力容器に関する知識(10問　配点30点)
2. ボイラー及び第一種圧力容器の整備の作業に関する知識(10問　配点30点)
3. ボイラー及び第一種圧力容器の整備の作業に使用する器材、薬品等に関する知識(5問　配点20点)
4. 関係法令(5問　配点20点)

### 受験資格
- なし。誰でも受験できる。2012年（平成24年）3月31日までボイラー整備士免許試験の受験資格要件として定められていたものは、法改正により、2012年（平成24年）4月1日以降は先述の免許交付要件に改められている。